# Morferidin

Strukturformel för morferidin.

Morferidin, summaformel C20H30N2O3, är ett smärtstillande preparat som tillhör gruppen opioider. Drogen används för närvarande inte medicinskt. Den har en molmassa på 346,46 g/mol.
Substansen är narkotikaklassad och ingår i förteckningen N I i 1961 års allmänna narkotikakonvention, samt i förteckning II i Sverige.